# Talla (Toskana)
Talla ist eine Gemeinde mit 988 Einwohnern (Stand 31. Dezember 2023) in der Provinz Arezzo in der Region Toskana in Italien.

## Geografie

Lage von Talla in der Provinz Arezzo

Die Gemeinde erstreckt sich über rund 60 km². Sie liegt etwa 20 km nördlich der Provinzhauptstadt Arezzo und 60 km südöstlich der Regionalhauptstadt Florenz. Wichtige Gewässer im Gemeindegebiet sind die Torrenti Capraia (alle 6 km im Gemeindegebiet) und Talla (alle 6 km im Gemeindegebiet), der durch den Ortskern von Talla fließt. Der Ort liegt in der Gegend des Valdarno (Arnotal, auch Valdarno superiore oder Valdarno casentinese genannt), liegt aber nicht direkt am Fluss, und in der klimatischen Einordnung italienischer Gemeinden in der Zone E, 2 168 GR/G und ist Teil der Unione dei Comuni Montani del Casentino. Der Ort gehört zum Bistum Arezzo-Cortona-Sansepolcro.
Zu den Ortsteilen zählen Bicciano (534 m, ca. 35 Einwohner), Capraia (639 m, ca. 25 Einwohner), Faltona (722 m, ca. 220 Einwohner), Pieve di Pontenano (580 m, ca. 45 Einwohner), Pontenano (791 m, ca. 50 Einwohner) und Santo Bagnena (484 m, ca. 25 Einwohner, bestehend aus den Orten Bagnena und Santo).
Die Nachbargemeinden sind Capolona, Castel Focognano, Castiglion Fibocchi und Loro Ciuffenna.

## Geschichte
Talla ist etruskischen Ursprungs. 1888 wurden im Ortsbezirk Le Buche etruskische Gräber aus dem 4. Jahrhundert v. Chr. gefunden. Im Jahr 1057 wurde erstmals die Burg in Dokumenten erwähnt. Nach 1249 fiel Talle und seine Umgebung unter die Kontrolle der Ubertini di Chitignano. Ab 1314 ging der Ort in die Besitztümer der Familie Tarlati über, nach dem Tod des Bischofs Guido Tarlati von Arezzo fiel Talla 1327 wieder in die Hände der Ubertini zurück. Durch die Expansionspolitik der Republik Florenz war Talla 1353 gezwungen, sich dieser zu unterwerfen. Die Grenzen des heutigen Ortes wurden 1809 festgelegt. Im Zweiten Weltkrieg wurde der Ortskern erheblich beschädigt, besonders eine Brandstiftung im Juli 1944 zerstörte den größten Teil der Wohnungen. Zudem ist Talla Ausgangsort eines jahrelangen Rechtsstreits über Entschädigungszahlungen der Bundesrepublik Deutschland an ehemalige Zwangsarbeiter, da aus Talla 1944 ein damals 18-Jähriger von der Wehrmacht zur Zwangsarbeit verschleppt wurde.

## Sehenswürdigkeiten

Kirche Chiesa di San Niccolò im Ortszentrum von Talla

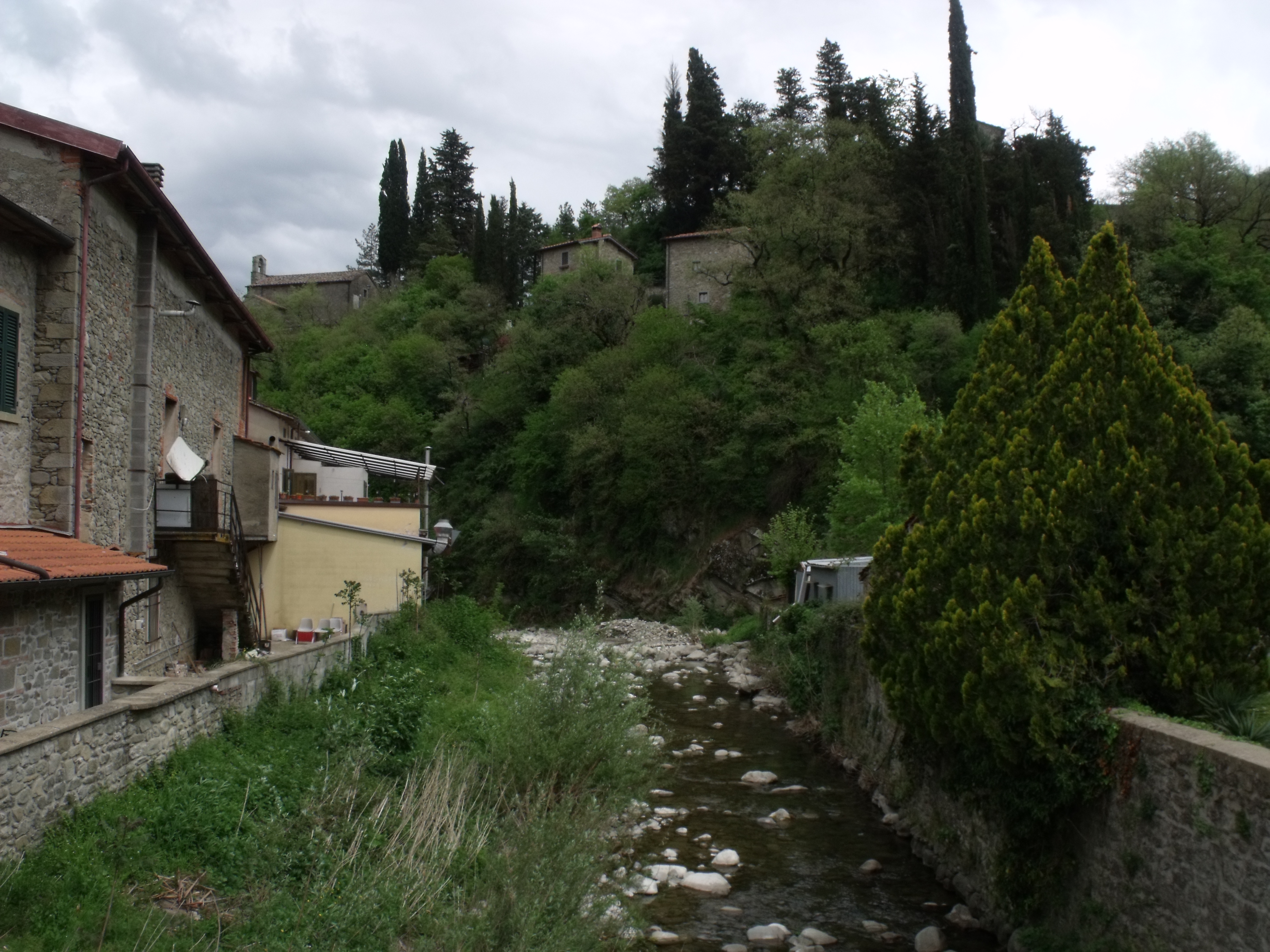
Der Fluss Talla im Ortszentrum von Talla, im Hintergrund das Castellaccia mit der Kirche Chiesa della Madonna del Conforto

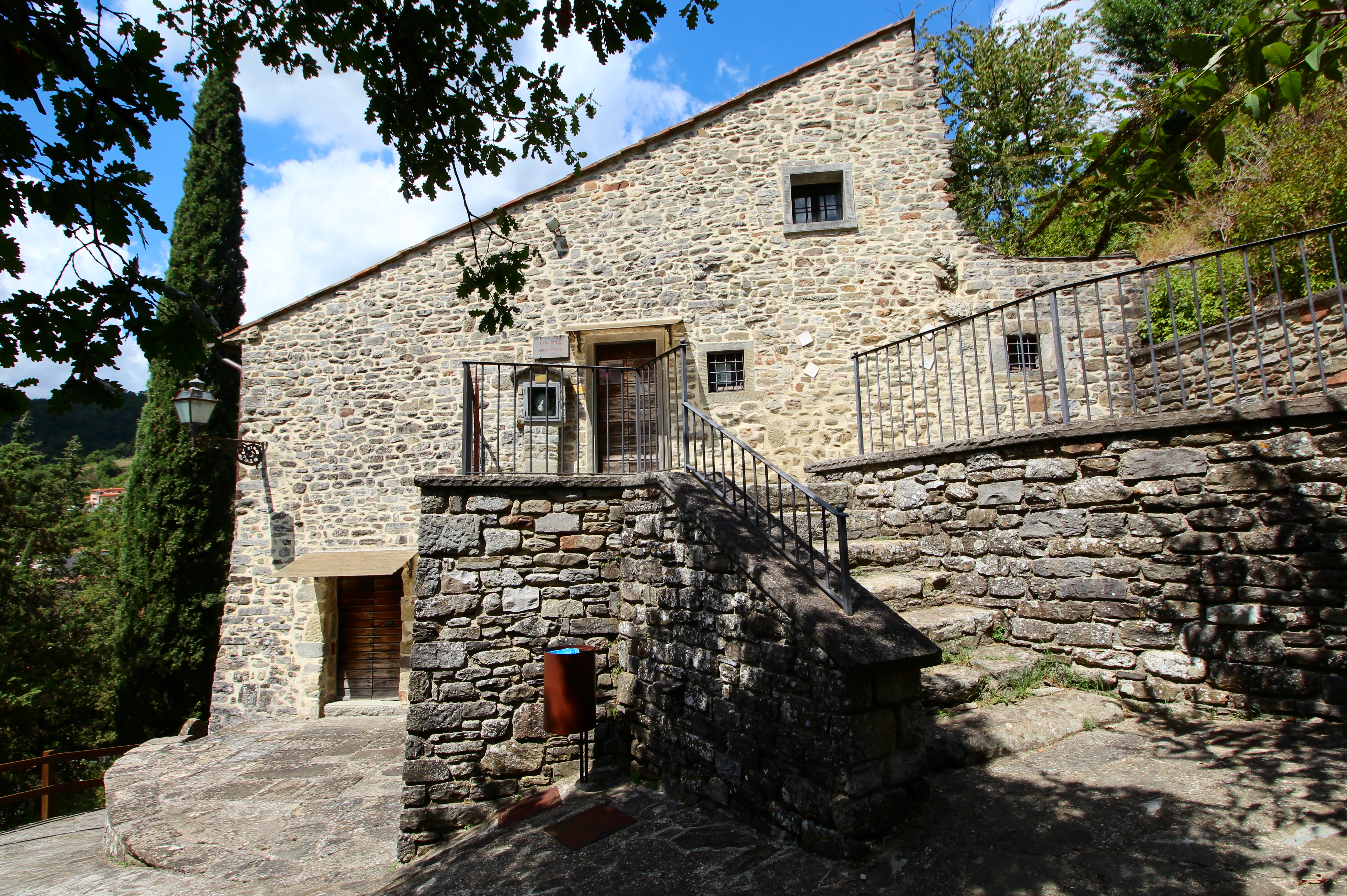
Das Museo della Musica

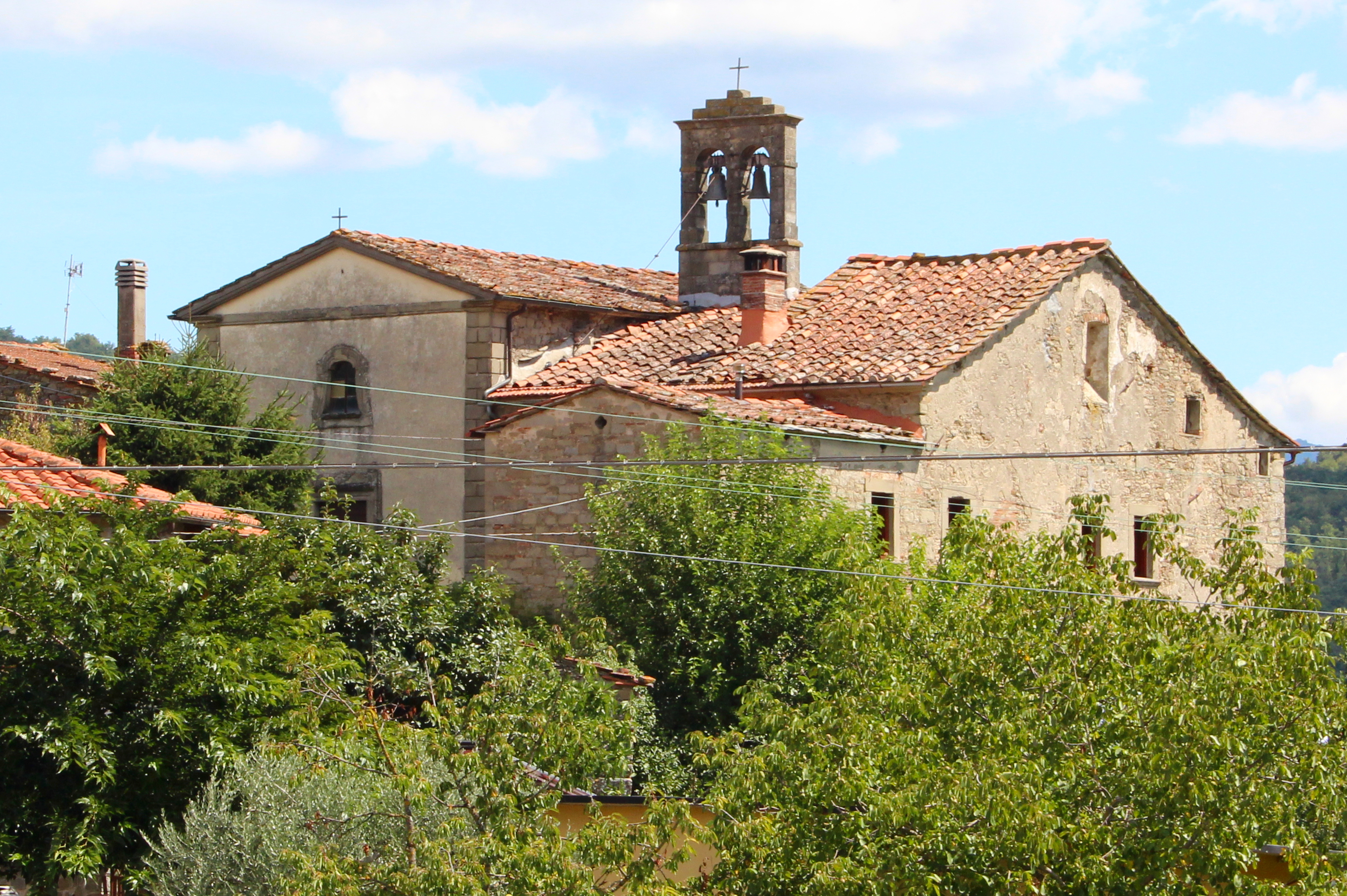
Die Kirche San Michele Arcangelo in Santo (Santo Bagnena)

- Chiesa di San Niccolò, 1644 entstandene Kirche im Hauptort. Enthält die Leinwandgemälde Madonna del Rosario e Santi von Tommaso Gorini und Morte di San Giuseppe von Giovanni Andrea Fabbrini.[8]
- Castellaccia, über dem Ort liegende Burg aus dem 10. Jahrhundert. Der Legende nach wurde hier Guido von Arezzo (Guido Monaco) geboren[9] und enthält heute das Musikmuseum Museo della Musica.
- Chiesa della Madonna del Conforto, auch Chiesa della Castellaccia genannt, Kirche der Burg.
- Pieve di Santa Trinità in Alpe, um 950 entstandene Pieve außerhalb des Orts, die im 15. Jahrhundert von den Vallombrosaner übernommen wurde. Heute nur noch als Ruine vorhanden.
- Chiesa di Santa Maria, Kirche im Ortsteil Bicciano, die 1317 erstmals erwähnt wurde.[10]
- Castello di Capraia, mittelalterliche Burg im Ortsteil Capraia.
- Chiesa di Santa Maria, Kirche im Ortsteil Capraia
- Ponte di Sasso, Brücke bei Capraia aus dem 13. Jahrhundert über den Sturzbach Capraia.
- Chiesa dei Santi Lorentino e Pergentino, Kirche im Ortsteil Faltona.
- Ponte di Annibale, Brücke über den Sturzbach Ginesso bei Faltona. Der Legende nach soll hier Hannibal den Bach auf dem Weg nach Rom überquert haben.
- Chiesa di San Paolo, Pieve im Ortsteil Pieve di Pontenano, die erstmals im 14. Jahrhundert erwähnt wurde.[11]
- Castello di Pontenano, mittelalterliche Burg im Ortsteil Pontenano.
- Chiesa dei Santi Margherita e Biagio, Kirche im Ortsteil Pontenano, die erstmals 13337 erwähnt wurde.[12]
- Chiesa di Sant’Antonio Abate, Kirche in Bagnena, Ortsteil Santo Bagnena.
- Chiesa dei San Michele Arcangelo, Kirche in Santo, Ortsteil Santo Bagnena.

## Gemeindepartnerschaften
- Pont-du-Casse, Département Lot-et-Garonne in Nouvelle-Aquitaine, Frankreich, seit 1982

## Persönlichkeiten
- Emanuele Giaccherini (* 1985), Fußballspieler

## Talla in der Literatur
In der Landschaft südlich des Pratomagno-Gebirges um Pontenano, Talla, Gello Biscardo, Castiglion Fibocchi u. a. spielt Walter Kappachers Toskana-Roman Selina oder Das andere Leben.